# Tinne Van der Straeten
Tinne Van der Straeten (ur. 1 kwietnia 1978 w Malle) – belgijska niderlandzkojęzyczna polityk, działaczka samorządowa oraz wykładowczyni akademicka, deputowana, w latach 2020–2025 minister energii.

## Życiorys
Absolwentka afrykanistyki, którą ukończyła w 2000 na Uniwersytecie w Gandawie. W 2008 uzyskała magisterium z prawa na Vrije Universiteit Brussel. Pracowała na Université catholique de Louvain i Katholieke Universiteit Leuven, została też badaczką na Uniwersytecie w Gandawie. Podjęła praktykę prawniczą, specjalizując się w prawie energetycznym. Członkini rad dyrektorów różnych instytucji, m.in. fundacji Koning Boudewijnstichting
Działaczka flamandzkojęzycznej partii ekologicznej, która przyjęła nazwę Groen; w latach 2005–2007 pełniła funkcję jej wiceprzewodniczącej. Od 2007 do 2010 sprawowała mandat deputowanej do Izby Reprezentantów. Związana również z samorządem gminy Koekelberg jako członkini jej rady. W 2018 weszła w skład zarządu gminy (jako schepen), powierzono jej kwestie dotyczące robót publicznych, mobilności, nieruchomości komunalnych i spraw niderlandzkojęzycznych. W 2019 ponownie zasiadła w niższej izbie belgijskiego parlamentu. Mandat poselski utrzymała także w 2024.
W październiku 2020 w rządzie federalnym premiera Alexandra De Croo objęła urząd ministra energii. Sprawowała go do lutego 2025.